# AN-94
AN-94（ロシア語: АН-94）は、AKやドラグノフ狙撃銃などの製造を行うロシアのイズマッシュ社の自動小銃の1種。AK-74Mと並行してロシア連邦軍で配備されている。「アバカン」とも呼ばれる。本銃にはGRAUコードで6P33/6П33が付与されている。

## 概要
5.45x39mm弾を採用したAK-74の後継モデルとして開発され、1994年にロシア連邦軍に制式採用された。設計者はゲンナジー・ニコノフ（Геннадий Никонов, 故人）。2発の弾丸を一度のトリガー操作で発射するバースト射撃機能を特徴としている。右側面に折りたためる銃床を採用し、強化プラスチック部品も使用されている。
AN-94の名は「5,45-мм Автомат Никонова обр. 1994 г.（5.45-mm Avtomat Nikonova 1994, 1994年型5.45mmニコノフ式自動小銃）」の略である。なお、ソ連崩壊による経済難やAN-94本体の複雑な設計などの原因により、ロシア連邦軍はAK-74を置き換えるには至らなかった。

## 特徴

### 2点バースト
高い発射速度の2点バーストが可能。この2点バーストモードに限れば発射速度は1,800発/分と高速であり、1発目の反動で銃口が跳ね上がる前に2発目も銃口を飛び出すため、通常のフルオート射撃よりも2発目の命中率が高くなり、殺傷能力向上、ストッピングパワーやボディアーマー貫通能力の向上も期待できる。フルオート時には最初の2発のみが1,800発/分の発射速度で発射され、3発目以降は600発/分の発射速度となる。
この発射速度を実現するため、薬室へ薬莢が装填される前にスライダー上へ薬莢が運ばれ、その後に薬室へ装填される機構を持つ。このスライダーはスチールワイヤとプーリーにより作動し、その機構を避けるためマガジンは射手から見て右下に傾いた状態で銃に装着される。

### 反動の抑制
銃身、ガスピストン、ボルトキャリアー、上部レシーバーが一体化され、下部レシーバーの上に乗っている。銃身コンポーネントは射撃の際、ショートリコイルに似た前後動を繰り返す。この構造によって射撃の際に発生する反動が緩和される。銃身先端には、ガスチェンバーを2個持つ新設計のマズルブレーキが設けられる。

### 堅牢設計
銃身コンポーネントには念入りなカバーが施されており、ずぶ濡れになっても水から出ていれば射撃可能で、砂塵などへの耐久性も高い。全体的に大ぶりであり、重心が前方にあるが、これは、射撃時の反動を抑える効果がある。

### 銃剣
従来のAKでは銃剣は銃身の下側に装着され、同じく銃身下に装着されるグレネードランチャーとの併用はできなかった。しかし、AN-94はAK用の銃剣をそのまま使用でき、射手から見て銃身の右側に着剣される。銃剣がグレネードランチャーの軸線と干渉しなくなったため、両者を併用することが可能となった。

### その他
撃発機構を含むグリップ周辺部が容易に着脱可能な構造になっている。これは、ソビエト連邦の崩壊後のエリツィン政権-プーチン政権初期に横行した軍の銃器の横流しを防止する意味合いが強い。また、開発初期に軍部の反乱が強く警戒された事から、武装解除を簡便化する意図もあると言われている。が、一部ではこれら設計は、ソビエト連邦の伝統的なデザインを引き継いだだけとも言われている。アイアンサイトの照門はAKのデザインを脱し、風車型のダイヤルを回して切り替える方式となった。射手から見てレシーバーの左側面にはAKなどと共通のアクセサリーレールが設けられている。

### 主な欠点
堅牢であり、かつ最新装備が惜しみなく用いられている一方で、CNC切削加工が多く、プレス加工などを多用したそれまでのAK系ライフルよりも製造コストが高い。また、AK-74Mと比べ0.5kg程度重量が増加している。
AKと比べ内部構造が複雑化したため、分解整備が難しくなった。また、発砲時の排熱が悪くなり作動不良を起こしやすくなった。そのため、ROST2005（火器見本市）のデモ射撃でも頻繁に作動不良を起こすなど、信頼性に問題を抱えている。
銃床を折りたたむと引き金部分を覆ってしまい、射手から見て銃右側面からの操作ができなくなる。また、セレクターレバーと安全装置とが別個になっているため、取り扱いには習熟を要する。
設計者であるニコノフの事故死により、改良とバリエーションの開発が大きく遅延している。

## アバカンプロジェクト
「アバカン」は1978年-1994年にかけて行われた次世代アサルトライフル開発プロジェクトの名称で、この名称はシベリア南部のアバカン要塞やハカス共和国の首都名にみられる。
このプロジェクトはAK-74の連射命中性能を上回る5.45mmアサルトライフルを設計することが目的で、ソ連の多数の工廠が多種の試作品を設計した。本銃はこのプロジェクトで選出された試作品、ASMを改良したものである。しかしASMはアバカンとは呼ばれていない。

## 配備状況
1994年にロシア連邦軍に制式採用された。当初はエリート特殊部隊（スペツナズ）に配布されるに留まったが、近年のロシア経済の回復により、現在概ね1小隊につき1丁の配備まで進んでおり、ドラグノフ狙撃銃と併用することでAKの短射程問題をカバーする運用を行っている。AN-94の射程支援に合わせたと思われる狙撃銃SV-98も開発された。